# Anhaux
Anhaux (baskisch Anhauze) ist eine französische Gemeinde mit 383 Einwohnern (Stand 1. Januar 2022) im Département Pyrénées-Atlantiques in der Region Nouvelle-Aquitaine. Die Gemeinde gehört zum Arrondissement Bayonne und zum Kanton Montagne Basque (bis 2015: Kanton Saint-Étienne-de-Baïgorry).
Die Bewohner werden Anhauztars genannt.

## Geographie
Anhaux liegt circa 60 Kilometer südöstlich von Bayonne im Baïgorrytal im französischen Teil des Baskenlandes. Die höchste Erhebung in Anhaux ist der Adartza (1247 m) im äußersten Südwesten des Gemeindegebiets.
Umgeben wird Anhaux von den Nachbargemeinden:
- Irouléguy im Norden,
- Ascarat im Nordosten,
- Lasse im Südosten,
- Banca im Südwesten sowie
- Saint-Étienne-de-Baïgorry im Westen.

Anhaux liegt im Einzugsgebiet des Flusses Adour. Der Bach Ontzoroneko erreka, ein Zufluss der Nive d’Arnéguy, markiert zu einem großen Teil die Grenze zur Nachbargemeinde Lasse. Er entspringt am Adartza.

## Geschichte
Bereits im 11. Jahrhundert wird Anhaux erstmals erwähnt unter den Namen Onodz und Onoz im Kopialbuch der Abtei Saint-Jean de Sorde. Darin heißt es:
- „1068-1072 Oz guilhem von Onodz und seine Frau erhielten von Saint-Jean ein Stück Land bei Onoz unter der Bedingung, dass sie und ihre Nachfolger Bürgschaften und sieben Brote, ein Schwein, ein Sester Wein und zwei Maß Proviant liefern.“
- „1072-1100 Forto Garcias von Onoz mit seiner Frau Farguil und seinen Söhnen verpflichten sich auf Lebenszeit sechs Brote, zwei Sester Cidre und zwei Civaden an Saint-Jean (de Sordes) abzugeben.“[5]

Im Jahre 1023 wird die Vizegrafschaft Labourd von Sancho dem Großen, König von Navarra, gegründet. Das Territorium umfasste auch Saint-Étienne-de-Baïgorry, von dem Anhaux während des Mittelalters lehnsabhängig war.
Im 14. Jahrhundert wurden 28 Häuser gezählt, davon vier von adeligen Besitzern und 24 von Leibeigenen. Im Ortsteil Chubitoa gab es eine Versammlung von Cagots, eine Personengruppe, die vom 13. bis weit ins 19. Jahrhundert hinein in Spanien und Frankreich weitgehend vom gesellschaftlichen Leben ausgeschlossen waren. Die ca. 40 Häuser, an einer Straße aneinandergereiht, sind durch einen Bach und einem Wald aus Kastanienbäumen vom Ortszentrum räumlich getrennt. In Anhaux übten die Cagots im Wesentlichen das Weber- und Müllerhandwerk aus. Sie erlangten eingeschränkt den Bürgerstatus im Laufe der Französischen Revolution und konnten sich nach und nach integrieren. Die letzten Cagots verließen die Gemeinde am Anfang des 19. Jahrhunderts.

### Wappen

Wappen von Anhaux

Das Wappen lässt sich nach Guy Ascarat, Heraldiker und Historiker, folgendermaßen interpretieren.
Das Wappen ist das vom Haus Apeztegi, eines der Familien, die bereits 1350 als Leibeigene erwähnt wurden, aber 1683 in den Adelsstand erhoben wurden. Die Mitglieder waren in der Folge, besonders während des 18. und 19. Jahrhunderts einflussreich in der region.
Der silberne Pfahl (der silberne vertikale Streifen in der Mitte) ist gemäß früheren Heraldikern ein ritterliches Merkmal. Die beiden Muscheln sind oft in Wappen in Nieder-Navarra vertreten und weisen auf den Jakobsweg hin, ein Pilgerweg mit dem Ziel Santiago de Compostela in Galicien (Spanien).

### Einwohnerentwicklung
| Jahr      | 1968 | 1975 | 1982 | 1990 | 1999 | 2009 | 2014 |
| --------- | ---- | ---- | ---- | ---- | ---- | ---- | ---- |
| Einwohner | 285  | 275  | 274  | 310  | 247  | 286  | 385  |

## Sehenswürdigkeiten
- Die Kirche von Anhaux, gewidmet Johannes dem Täufer, wurde bereits im Mittelalter gebaut. Die heutige Kirche wurde 1838 fast vollständig wiederaufgebaut, wie das Datum neben der Inschrift „erecta parodio Cazenave“ über der Westpforte belegt. Vom ursprünglichen Bau hat eine Seitenkapelle die Jahrhunderte überdauert. Sie ist im gotischen Stil mit Werksteinen erbaut und mit Spitzbögen ausgestattet. Im Innern des einschiffigen Baus erstrecken sich Emporen, wie sie in allen Kirchen des Baskenlandes anzutreffen sind. Diese sind traditionell den Männern während einer Messe vorbehalten. Zugang zu den Emporen an der Nord-, Süd- und Westseite erlangt man hier über eine Außentreppe. Die Sakristei wurde im 20. Jahrhundert an der Südwand in der Nähe des Chors umgestaltet, die Glasfenster wurden 1932 vom Atelier Moulenc aus Toulouse eingesetzt.[14][15]

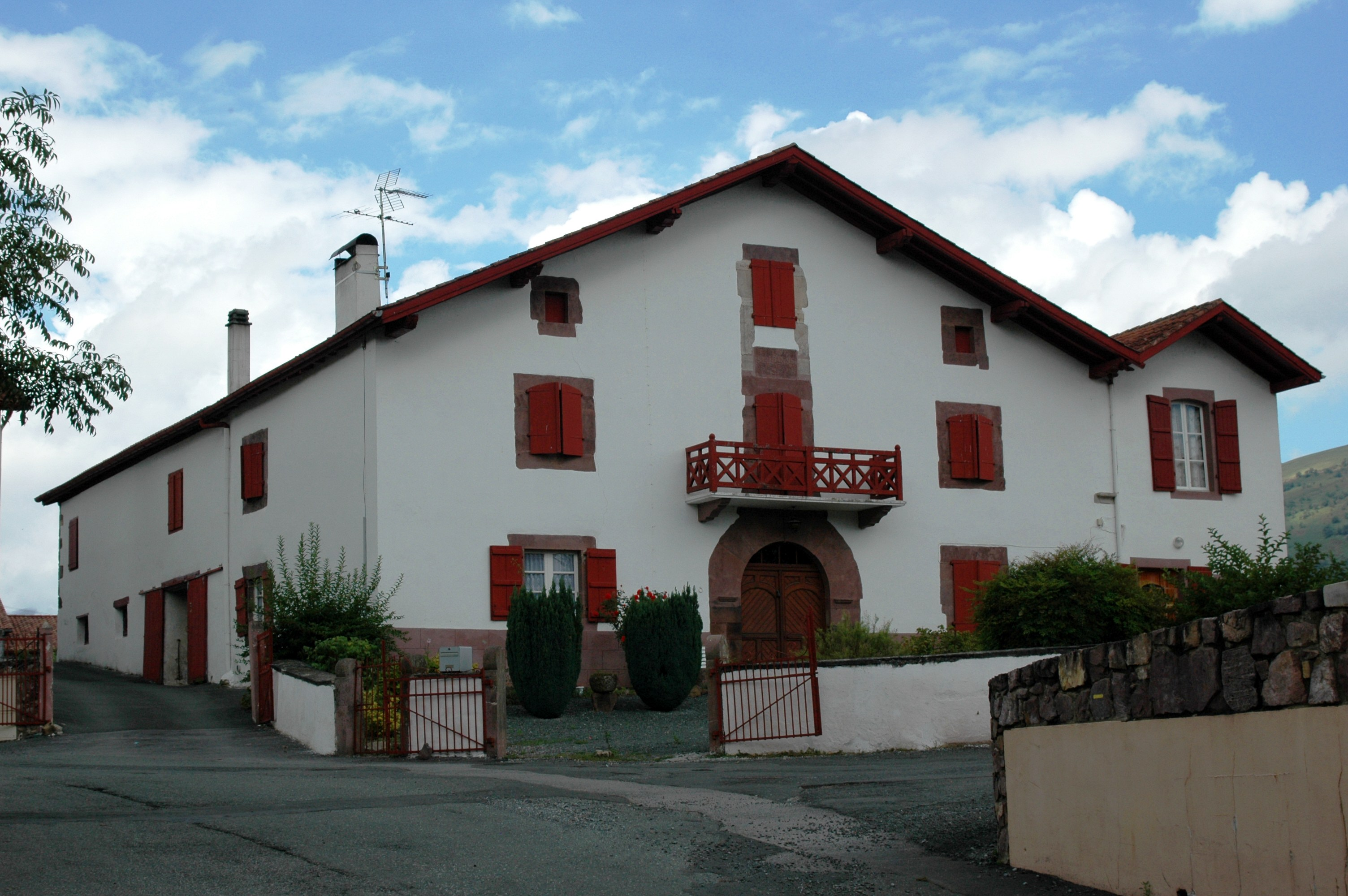
Maison Laxaga

- Haus Laxaga. Das erste Haus ist bereits im Jahre 1412 erwähnt worden. Das heutige Haus selbst hat kein Element des ursprünglichen Gebäudes mehr. Allein das Zugangstor, mit großen Steinen umbaut, ist charakteristisch für die erste Hälfte des 17. Jahrhunderts. Das Haus hat den typischen Aufbau mit drei Etagen mit einem Erdgeschoss traditionell für die Unterbringung des Viehs und für landwirtschaftliche Aktivitäten, der ersten Etage als Wohnbereich und dem Dachgeschoss als Heuboden.[16][17]
- Haus Jauregia. Das erste Haus ist bereits im Jahre 1366 als Adelssitz erwähnt worden. Das heutige, im neo-baskischen Stil gebaute Haus selbst hat wie beim Haus Laxaga kein Element des ursprünglichen Gebäudes mehr. Allein das Zugangstor, ähnlich wie beim Haus Laxaga mit großen Steinen umbaut, ist ebenfalls charakteristisch für die erste Hälfte des 17. Jahrhunderts.[18][19]

## Wirtschaft und Infrastruktur
Die Wirtschaft wird im Wesentlichen von der Landwirtschaft bestimmt.
Anhaux liegt in den Zonen AOC des Ossau-Iraty, ein traditionell hergestellter Schnittkäse aus Schafmilch, der Schweinerasse und des Schinkens „Kintoa“ sowie des Weinanbaugebiets des Irouléguys.

### Verkehr
Anhaux ist angeschlossen an die Route départementale 15.